# Балка Домаха
Балка Домаха (рос. Б. Домаха; б. Домаха) — балка (річка) в Україні у Ясинуватському районі Донецької області. Ліва притока річки Водяної (басейн Дніпра).

## Опис
Довжина балки приблизно 13,78 км, найкоротша відстань між витоком і гирлом — 13,50  км, коефіцієнт звивистості річки — 1,02 .

## Розташування
Бере початок на північній стороні від села Лозове. Тече переважно на північний захід понад селищем Невельське і на північно-західній околиці села Нетайлове впадає у річку Водяну, ліву притоку Вовчої.

## Цікаві факти
- Біля гирла балку перетинає автошлях М04[4] (Автошля́х М-04 (Знам'янка — Луганськ — Ізварине (державний кордон з Росією) — автомобільний шлях міжнародного значення на території України,).
- У XIX столітті на балці існували скотні двори[1], а у XX столітті — водокачка та декілька газових свердловин[2].